# Присліп (678 м)
Присліп — гірський перевал в Західних Бещадах (Польща). Висота — 678 м над рівнем моря. Це широка і глибока западина в горному хребті, що розташована між горою Ясла (межа гірського пасма Високий Діл) та горою Крем'яна, що належить до Пасма Лопенніка і Дурней, та гір Фаловей і Сереніна (Czerenina).
Високий Діл та навколишні гори історично був межею, якою проходив розділ етнографічних територій розселення українських груп лемків та бойків.
До 1946 року на цих територіях українці складали більшість населення, проте під час «Операції Вісла» їх було виселено до Польщі.
Через перевал проходить регіональна дорога № 897 та Бещадська лісова залізниця. Неподалік перевалу розташовані лемківські села Присліп та Струбовиська.